# カロマ
カロマ（Karoma）とは、イタリア・フェイヨ (Feio) 社のエスプレッソコーヒーブランドである。
パウダーコーヒーとエスプレッソカフェポッドがある。
フェイヨ社の本部はエスプレッソ発祥の中心地であるナポリ近郊、アマルフィ海岸のあるサレルノ県アングリ市にある。
カロマのエスプレッソカフェポッドはESE規格に互換性がある45mm径のものとなっている。

## 名前の由来
Che aroma!（ケ　アローマ！：なんていい香り！）というイタリア語がもとになっている。
ナポリのエスプレッソは比較的深煎りタイプが多い。

## ナポリエスプレッソの話
東洋からもたらされたコーヒーを現在のエスプレッソの形に完成させたのはナポリで、当時はコーヒーとミルク、砂糖とカップを積んだ移動販売をしていた。そして次々にカフェが登場することになる。その中でも有名なのがガンブリヌスやカフェ・ピントというカフェで、詩人ジャコモ・レオパルディ(1798-1837)もそこで砂糖たっぷりのコーヒーを愉しんでいたと伝えられる（少なくとも砂糖をスプーン10杯いれていたらしい）。
グラン・カフェではコーヒーにクリームやココアを入れたレシピも生まれた。フランスのタレーランはエスプレッソを「地獄のように熱く悪魔のように黒い、そして天使のように純粋で愛のように甘い（"caldo come l’inferno, nero come il diavolo, puro come un angelo e dolce come l’amore”）」と称賛した。